# Zuurkast

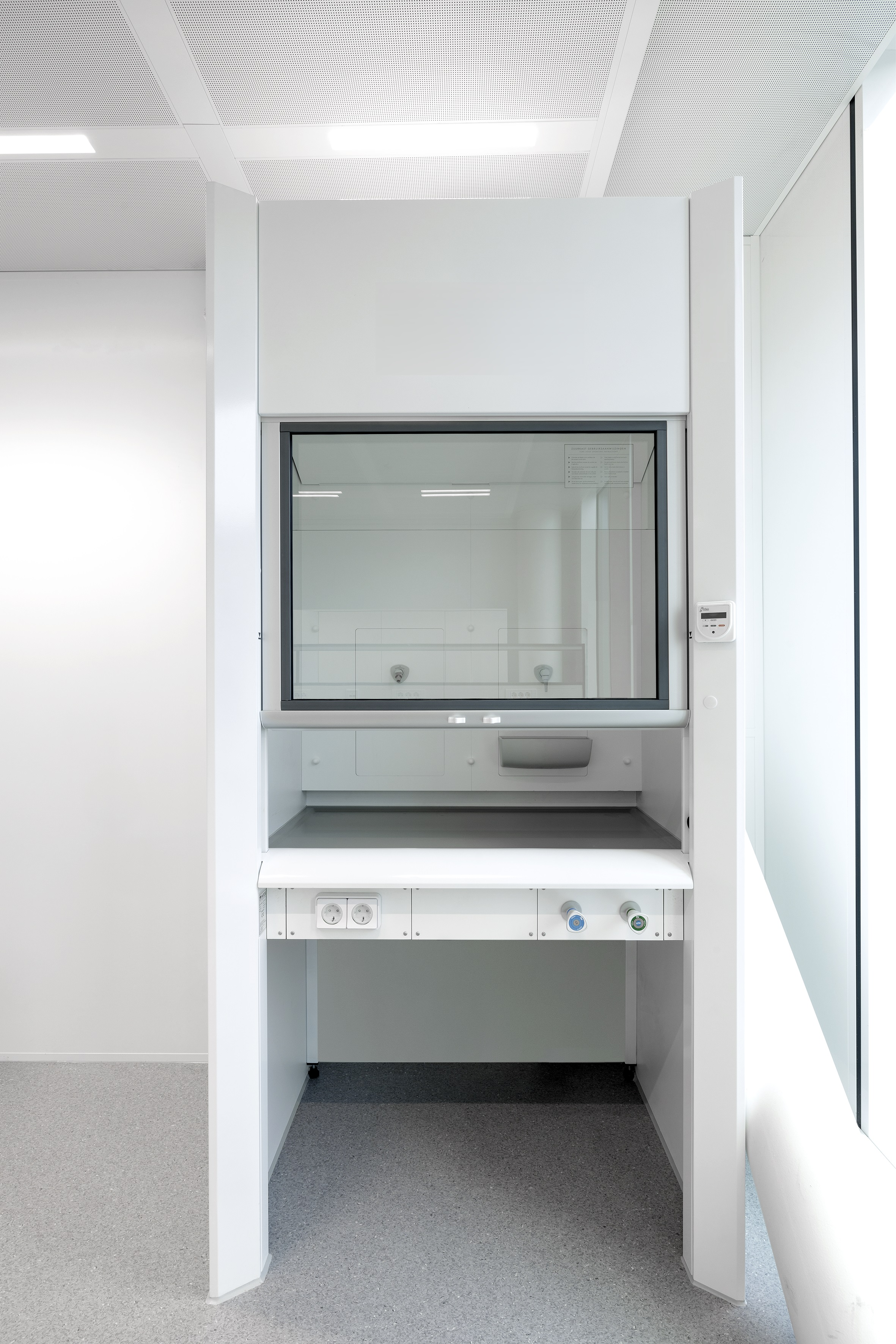
Moderne zuurkast

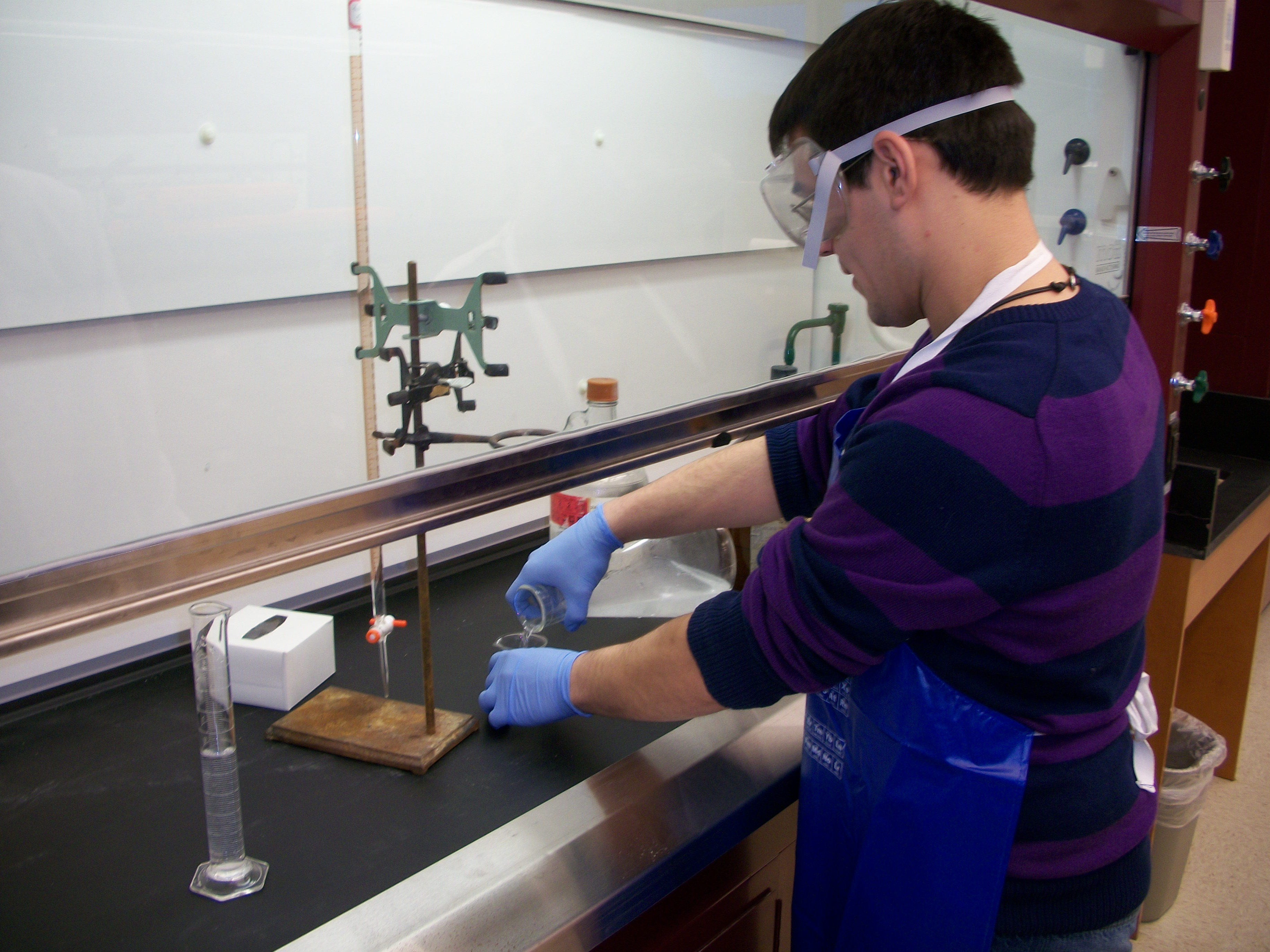
Laborant aan het werk in een zuurkast

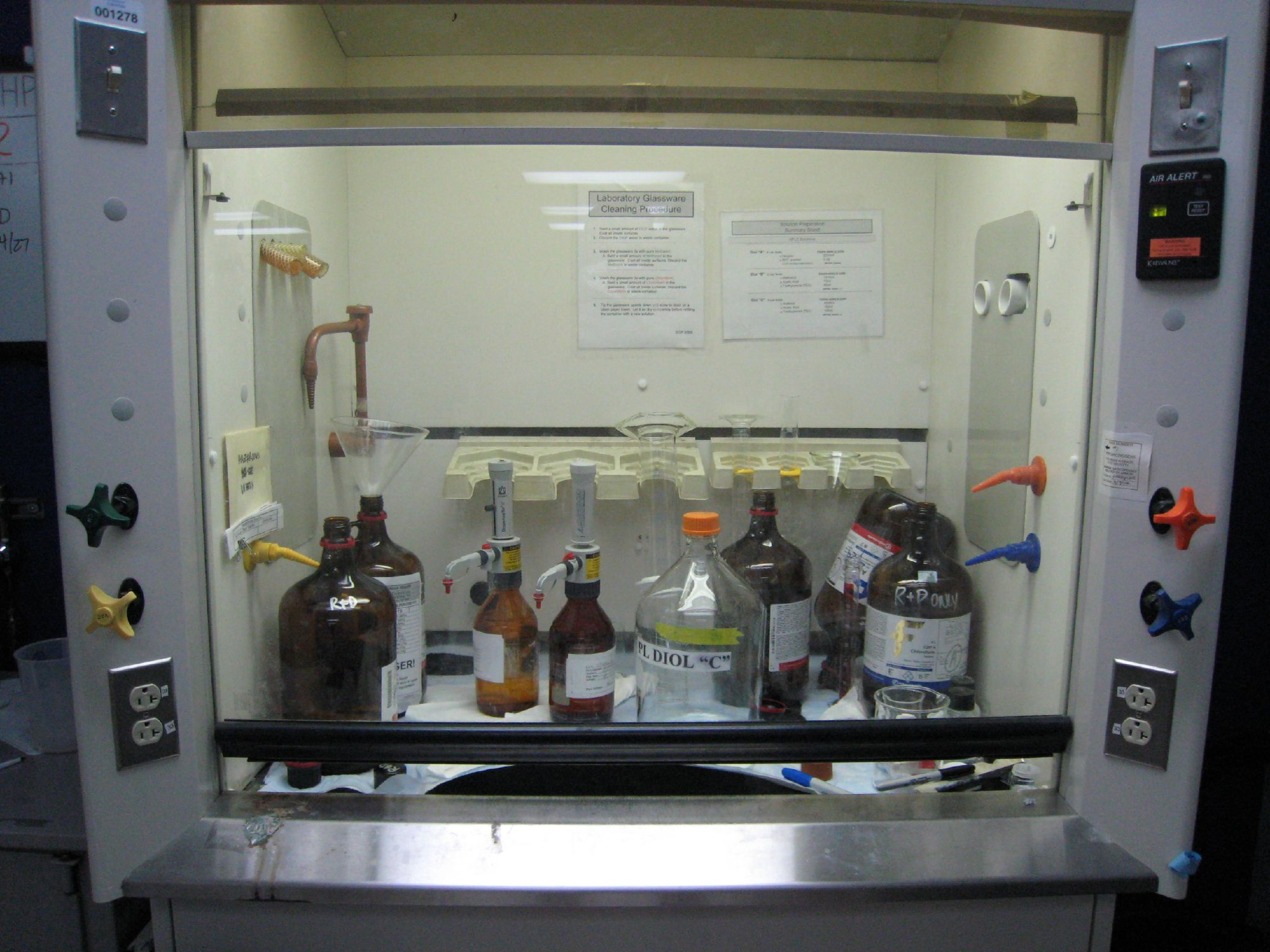
Vluchtige en ontvlambare oplosmiddelen of reagentia worden opgeslagen in een zuurkast

Een zuurkast is een gespecialiseerde werkruimte die wordt gebruikt in chemische laboratoria en andere onderzoeksomgevingen. Het primaire doel van een zuurkast is om de blootstelling van gebruikers aan schadelijke stoffen tot een minimum te beperken. Dit wordt bereikt door middel van geforceerde afzuiging en een verstelbare werkopening, meestal in de vorm van een schuifraam.

## Definitie volgens NEN-EN 14175-1
Een zuurkast wordt gedefinieerd als een beschermingsmiddel dat door middel van geforceerde afzuiging geventileerd wordt. De belangrijkste kenmerken zijn:
- Een behuizing die is ontworpen om de verspreiding van verontreinigingen in de lucht naar gebruikers en ander personeel buiten de kast te beperken.
- Het bieden van een zekere mate van fysieke bescherming voor de gebruiker.
- Het waarborgen van een gecontroleerde verspreiding van luchtverontreinigingen.

### Aanvullende opmerking
Een zuurkast is een geventileerde omkasting die voldoet aan de eisen gesteld in de EN 14175-2 norm.

## Constructie
Zuurkasten hebben hun oorsprong bij de alchemisten, die gemetselde smidsen met rookkanalen gebruikten. De moderne zuurkast is meestal opgebouwd uit hout of staal en voldoet aan normen zoals de NEN-EN 14175 en de daarbij behorende NPR 4500. Zuurkasten kunnen aangesloten zijn op een extern afzuigsysteem, met of zonder filter. Er worden ook vaak verwezen naar zuurkasten met recirculatie. Recirculatiekasten vallen echter buiten de NEN-EN 14175-2 norm (Hoofdstuk 1 Scope) en kunnen dus niet voldoen aan de Europese norm voor zuurkasten. Momenteel is er wel een norm in ontwikkeling voor recirculatiekasten of "Recirculation Filtration Fume Cabinet, RFFC's) (prEN 17242:2024).
Zuurkasten zijn verkrijgbaar in verschillende vormen en maten. Deel 2 van de NEN-EN 14175 specificeert veiligheids- en prestatie-eisen voor de constructie van zuurkasten. Enkele van deze eisen zijn:
- Breedtematen van 1200 mm, 1500 mm en 1800 mm.
- Minimale belastbaarheid van het werkblad.
- Verplicht gebruik van veiligheidsglas.
- Verplichte aanwezigheid van een handleiding inclusief type testrapport.

Verder heeft de zuurkast alleen een raam aan de voorzijde, meestal een verticaal beweegbaar venster dat de kast geheel of gedeeltelijk kan afsluiten. Dit schuifraam heeft een werkstand (meestal 500 mm, maximaal 600 mm) en een opbouwstand (in Nederland meestal 900 mm), en moet voorzien zijn van valbeveiliging. Moderne zuurkasten zijn vaak uitgerust met een luchtstromingsindicator en/of een VAV-systeem (Variable Air Volume) dat optisch en akoestisch alarm geeft bij onderschrijding van het gespecificeerde afgezogen volume. Ze hebben ook een schuifraambewaking die de gebruiker waarschuwt bij overschrijding van de werkstand. Richtlijnen voor de correcte plaatsing van zuurkasten staan in de NPR 4500 en NPR-CEN/TS 14175-5.

### Zuurkasten met afzuiging naar buiten
Deze zuurkasten zijn voorzien van een afzuigkanaal, meestal van pvc of PP. Ze zuigen lucht naar binnen via de voorkant en blazen deze vervolgens naar buiten via ventilatieschachten. Het is belangrijk om goed op te letten waar de lucht wordt uitgestoten. Voor bijzondere toepassingen kan gebruik worden gemaakt van een gaswasser of filter.

#### Voordelen
- Chemische en gevaarlijke gassen worden nagenoeg geheel uit de werkruimte verwijderd.
- Weinig onderhoud nodig.
- De ventilator zit vaak op het dak, wat het geluidsniveau beperkt.

#### Nadelen
- Vereist ventilatieschachten in het gebouw.
- Vereist een toevoerluchtinstallatie.
- Verwarmde lucht wordt ook weggezogen en naar buiten geblazen.

Bovenstaande nadelen worden vaak irrelevant vanwege de minimaal gewenste verversingsgraad van laboratoria en de huidige stand der techniek van dit type zuurkast (VAV). Vandaar dat deze zuurkasten zowel vanuit traditie als praktische inzetbaarheid veel vaker voorkomen dan zuurkasten met recirculerende afzuiging.

### Recirculerende zuurkasten
Recirculerende zuurkasten  zijn niet aangesloten op ventilatieschachten; in plaats daarvan wordt de lucht via speciale filters gezuiverd en terug de werkruimte ingeblazen. Het is cruciaal dat deze afgezogen omkastingen geschikt zijn voor de gebruikte stoffen, wat betekent dat ze voorzien moeten zijn van een lijst met chemicaliën waarvoor het geïnstalleerde type filter geschikt is.

#### Voordelen
- Geen interne ventilatieschachten nodig, waardoor de installatie veel minder complex is en er geen aanpassing aan het gebouw nodig zijn.
- Verwarmde lucht gaat niet verloren, omdat de lucht steeds weer terug de werkruimte in wordt geblazen. Dit zorgt ervoor dat het energieverbruik beperkt is tot het verbruik van de motor, terwijl zuurkasten met afzuiging door de conditionering van de inkomende lucht een enorm energieverbruik hebben.
- Geen vervuilde lucht wordt de atmosfeer in geblazen.
- De luchtstroming in de kast is veel stabieler doordat er geen verbinding is met de buitenlucht. Hierdoor zijn deze veel beter geschikt voor toepassingen die gevoelig zijn aan drukfluctuaties zoals wegen. Bij wegen zal de stabilisatietijd en meetfout veel beter zijn in een zuurkast met recirculerende afzuiging.

Zuurkasten met recirculerende afzuiging kunnen naast koolstoffilters ook geconfigureerd worden met partikelfilters. Partikels en ventilatieschachten gaan namelijk niet goed samen omdat de partikels vaak sedimenteren in de bochten van de ventilatieschachten.

#### Nadelen
- Minder breed inzetbaar: vooral beperkingen waarbij enorme hoeveelheden solventen worden gebruikt, of waarbij vloeistoffen verwarmd worden
- Filters moeten regelmatig worden vervangen

## Oplevering en periodieke controle
Overeenkomstig de NEN-EN 14175 moet elke zuurkast voorzien zijn van een type test voor elk model zuurkast of een kwalificatie per individuele kast. De selectie van de gewenste zuurkast is gebaseerd op veiligheid en prestaties, zoals vastgelegd in het type testrapport (inhoud vastgelegd in NEN-EN 14175-3, paragraaf 10). Deel 4 en Deel 6 van de norm bevatten voorschriften voor controles bij ingebruikname (commissioning) en periodieke keuring (routine test).
De NPR 4500 beveelt aan om deze werkzaamheden door een onafhankelijke partij te laten uitvoeren.

### Commissioning
Bij de ingebruikname van een zuurkast (commissioning) wordt vastgesteld dat de geleverde zuurkast overeenkomt met de gewenste en gecertificeerde specificaties. Dit omvat:
- Controle van de ingestelde luchtbehandeling om te bevestigen dat deze overeenkomt met de specificaties.
- Verificatie dat de omgevingsfactoren geen nadelige invloed hebben op het functioneren van de zuurkast.

Een belangrijk aandachtspunt is het vastleggen van de gewenste prestatiecriteria. De standaard (EN 14175) specificeert namelijk geen prestatiecriteria voor aspecten zoals afgezogen debiet, intrede of containment. Deze waarden moeten door de inkoper/opdrachtgever worden bepaald en vastgelegd in het opleveringsrapport tijdens de commissioning. De EN 14175 (Deel 4) stelt dat dit de verantwoordelijkheid van de inkoper/opdrachtgever is (de leverancier levert vaak alleen overeenkomstig Deel 2).
Voor zuurkasten zonder beschikbaar type testrapport kan overeenkomstig de NEN-EN 14175 niet worden vastgesteld of de geleverde zuurkast overeenkomt met de gewenste en gecertificeerde specificaties. In dergelijke gevallen kan een kwalificatie op locatie worden uitgevoerd om de specifieke zuurkast alsnog te certificeren.

### Routinetesten
Routinetesten worden uitgevoerd om vast te stellen dat de zuurkast zich nog in dezelfde staat bevindt als bij levering of de vorige controle, dat de ingestelde luchtbehandeling overeenkomt met de specificaties en dat omgevingsfactoren geen nadelige invloed hebben op het functioneren van de zuurkast. Deze testen en controles worden uitgevoerd volgens de richtlijnen van de NPR 4500. Het wordt aanbevolen om de routinetest eenmaal per jaar uit te voeren en ten minste de aanbevelingen van de leveranciers op te volgen. De minimale inhoud van de rapportage is vastgelegd in de NEN-EN 14175.

### Inhoud periodieke controle overeenkomstig NPR 4500
De periodieke controle omvat de volgende inspecties en tests:
- Algemene inspectie van de zuurkast op uitvoering en toegepaste materialen volgens Deel 4, paragraaf 5.2.
- Controle op de verklaring van de leverancier volgens Deel 4, paragraaf 5.3.
- Test op intredesnelheid (intredepatroon) volgens Deel 4, paragraaf 5.4.
- Test op afgezogen volume volgens Deel 4, paragraaf 5.5.
- Test op ruimteluchtsnelheid volgens NPR, Bijlage A.
- Test op alarmsystemen volgens Deel 4, paragraaf 5.9.
- Test op geluid volgens Deel 4, paragraaf 5.11.
- Test op lichtopbrengst volgens NPR, Bijlage B.

De minimale inhoud van de rapportage is vastgelegd in de NEN-EN 14175 en NPR 4500.